# エチレングリコールジメタクリラート
エチレングリコールジメタクリラート（英語: ethylene glycol dimethylacrylate、EGDMA）は、2当量のメタクリル酸と1当量のエチレングリコールの縮合によって形成されるジエステルである  。エチレンジメタクリレート（英語: ethylene dimethacrylate）とも呼ばれる。
EGDMAはフリーラジカル共重合体の架橋反応に使用できる。メタクリル酸メチルと併用した場合、関与するすべての二重結合の反応性がほぼ等価であるため、比較的低い濃度でゲル点となる。
毒性プロファイルは非常によく研究されている。

## 利用
ヒドロキシアパタイト／ポリメタクリル酸メチル複合材料を合成するためのモノマーとして使用される。
また、フリーラジカル共重合体架橋反応に使用できる。